# Zezulin (gromada)
Zezulin – dawna gromada, czyli najmniejsza jednostka podziału terytorialnego Polskiej Rzeczypospolitej Ludowej w latach 1954–1972.
Gromady, z gromadzkimi radami narodowymi (GRN) jako organami władzy najniższego stopnia na wsi, funkcjonowały od reformy reorganizującej administrację wiejską przeprowadzonej jesienią 1954 do momentu ich zniesienia z dniem 1 stycznia 1973, tym samym wypierając organizację gminną w latach 1954–1972.
Gromadę Zezulin z siedzibą GRN w Zezulinie utworzono – jako jedną z 8759 gromad na obszarze Polski – w powiecie lubartowskim w woj. lubelskim na mocy uchwały nr 11 WRN w Lublinie z dnia 5 października 1954. W skład jednostki weszły obszary dotychczasowych gromad Zezulin, Radzic Stary, Ziółków, Zezulin Niższy i Kocia Góra ze zniesionej gminy Ludwin w tymże powiecie. Dla gromady ustalono 15 członków gromadzkiej rady narodowej.
1 stycznia 1962 gromadę zniesiono, włączając jej obszar do gromad Spiczyn (kolonię Ziółków i kolonię Ziółków nr 1) i Ludwin (wieś Zezulin, kolonię Zezulin Niższy, kolonię Przymuszew, kolonię Kocia Góra i kolonię Radzic Stary) w tymże powiecie.